# Goodwill Games
I Goodwill Games, o Giochi di Buona Volontà, furono una manifestazione sportiva creata da Ted Turner nel 1986 con lo scopo di allentare le tensioni politiche nello sport.

## Storia
Nel 1980 i Giochi Olimpici si svolsero a Mosca. Gli Stati Uniti boicottarono la manifestazione per protestare contro l'invasione dell'Afghanistan da parte dell'Unione Sovietica, avvenuta un anno prima. A questo boicottaggio aderirono diversi altri paesi occidentali, rendendo così i giochi più poveri e limitati (agonisticamente e simbolicamente).
Quattro anni dopo ai Giochi olimpici di Los Angeles 1984, l'Unione Sovietica si ritorse non presentando la propria squadra (peraltro piuttosto forte), e obbligando i paesi del blocco sovietico/comunista a unirsi a questo "controboicottaggio"; anche in questa occasione quindi i giochi non poterono fregiarsi di competizioni ai massimi livelli.
Ted Turner organizzò i primi Goodwill Games a Mosca nel 1986, riscuotendo un grandissimo successo; la competizione attirò più di 3.000 atleti provenienti da 79 nazioni. Tra i nomi più famosi si ricordano lo "zar" del salto con l'asta Sergej Bubka e la campionessa di eptathlon Jackie Joyner-Kersee; i due atleti in questa manifestazione stabilirono il record del mondo nelle rispettive discipline.
Il successo fu tale che dal 1990 (a cadenza quadriennale come le Olimpiadi) vennero organizzate anche altre edizioni; la seconda si svolse a Seattle negli USA e anche qui ci furono grandi protagonisti, come il nuotatore Mike Barrowman. Particolarmente piacevole per gli italiani è ricordare il successo della nazionale italiana di pallavolo maschile che stava proprio in quegli anni cominciando un ciclo di vittorie eccezionale e che valse a quella squadra il soprannome di "generazione di fenomeni".
Nel 1994 i giochi si tennero a San Pietroburgo e il successo fu al pari delle precedenti edizioni, forse solo leggermente inferiore. In questa edizione si registra la conquista della medaglia d'argento da parte della nazionale italiana di pallacanestro maschile, allenata da Ettore Messina, sconfitta in finale da Porto Rico, ma capace di battere in semifinale niente meno che gli Stati Uniti.
Nel 1998 l'edizione di New York, invece, fece notare un certo calo di interesse; tuttavia la manifestazione ebbe comunque un buon successo grazie a protagonisti assoluti dell'atletica come la staffetta americana 4X400 (che stabilì il record del mondo) e Jackie Joyner-Kersee che vinse il suo quarto titolo nell'eptathlon in quattro edizioni.
Nel 2000 a Lake Placid si tenne la prima edizione invernale, che tuttavia non ottenne un successo paragonabile alle edizioni estive.
L'edizione del 2002 venne anticipata al 2001 per vari problemi organizzativi, e si disputò a Brisbane in Australia, ma a causa di alcuni problemi contrattuali con le emittenti televisive, i giochi passarono quasi inosservati al pubblico americano (fin dalla prima edizione il più attento all'evento) e fu un clamoroso insuccesso, a tal punto che nel 2005 (anno in cui si prevedeva di unire giochi estivi e invernali in un unico anno) la manifestazione venne cancellata.
Attualmente i giochi non sono più previsti.

## Edizioni

### Estive
| Edizione | Anno | Organizzatore        | Nazione          | Note                     |
| -------- | ---- | -------------------- | ---------------- | ------------------------ |
| I        | 1986 | Mosca                | Unione Sovietica | 3.000 atleti da 79 paesi |
| II       | 1990 | Seattle, Washington  | Stati Uniti      | 2.300 atleti da 54 paesi |
| III      | 1994 | San Pietroburgo      | Russia           | 2.000 atleti da 59 paesi |
| IV       | 1998 | New York, New York   | Stati Uniti      | 1.300 atleti da 60 paesi |
| V        | 2001 | Brisbane, Queensland | Australia        | 1.300 atleti da 22 paesi |
| VI       | 2005 | Phoenix, Arizona     | Stati Uniti      | Cancellati               |

### Invernali
| Edizione | Anno | Organizzatore         | Nazione     | Note       |
| -------- | ---- | --------------------- | ----------- | ---------- |
| I        | 2000 | Lake Placid, New York | Stati Uniti |            |
| II       | 2005 | Calgary, Alberta      | Canada      | Cancellati |

## Sport
Baseball
 Pallacanestro
 Pallavolo (M - F)
 Triathlon
 Pattinaggio di figura